# Zonosaurus maramaintso
Zonosaurus maramaintso là một loài thằn lằn trong họ Gerrhosauridae. Loài này được Raselimanana, Nussbaum & Raxworthy mô tả khoa học đầu tiên năm 2006.